# Montemar

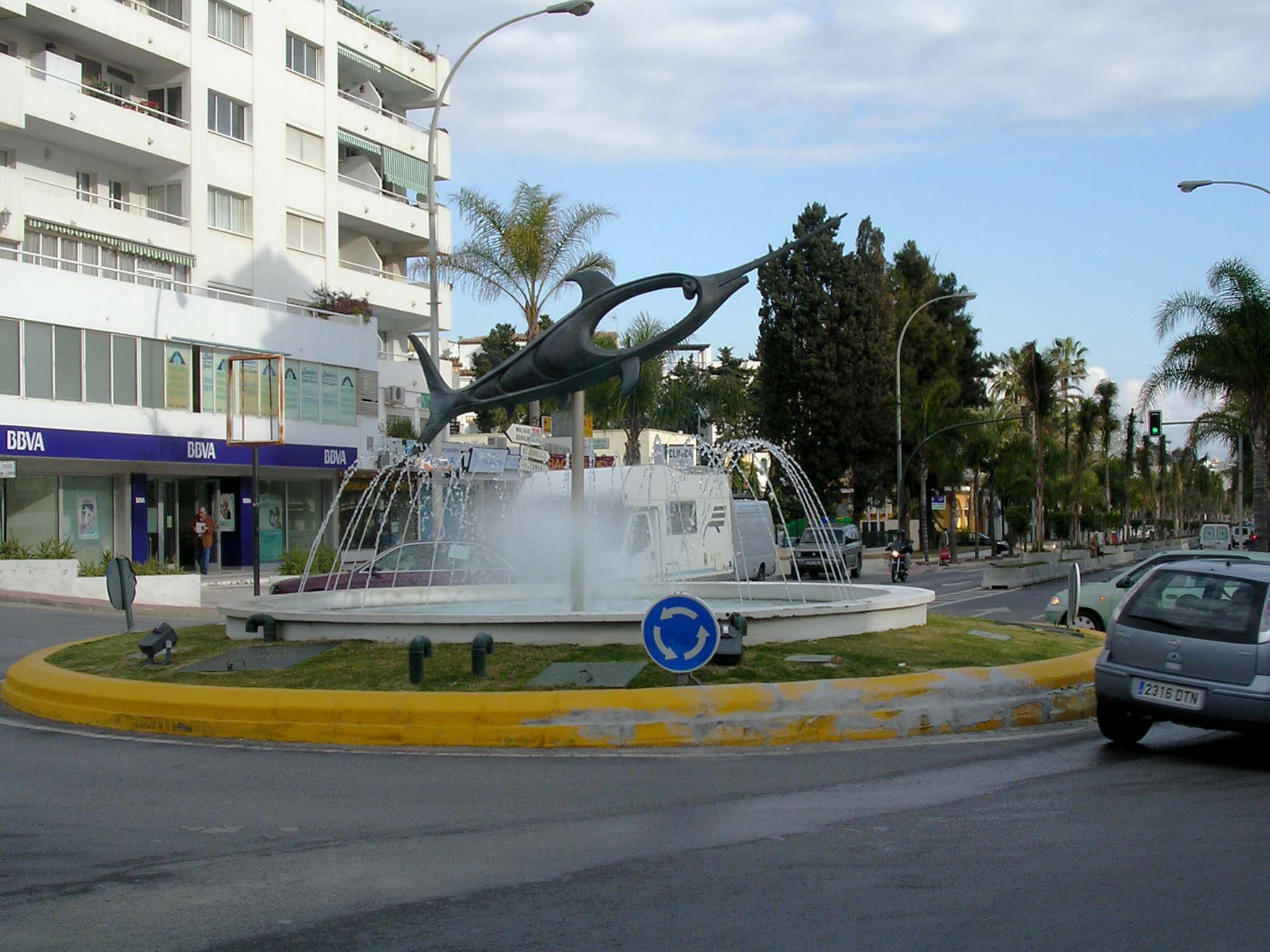
Rotonda en Montemar.

Montemar es un barrio del municipio de Torremolinos, en la provincia de Andalucía, España. Está situado en el suroeste del municipio, entre el parque de La Batería, el barrio de La Carihuela y la carretera N-340. Se trata de un barrio residencial, compuesto por villas y mansiones construidas durante los años 1940, 1950 y 1960 principalmente.
Al contrario de otros barrios más antiguos de Torremolinos como El Bajondillo, La Carihuela o El Calvario, la configuración urbana de Montemar se debe a los inicios del boom turístico de mediados del siglo XX. En este barrio se situó uno de los primeros establecimientos hoteleros de la ciudad, el Parador de Montemar, y pronto se convirtió en el lugar de residencia o veraneo de diversos personajes famosos. Por este motivo, Montemar figura en varias novelas de escritores como James A. Michener, Juan Goytisolo, William Peter McGivern, Sánchez Dragó o Antonio Pereira.

## Transporte público
Líneas de autobús interurbanos del Consorcio de Transporte Metropolitano del Área de Málaga con las que se puede acceder al barrio:
| Línea | Trayecto                       | Recorrido y Horarios | Plano de Línea          |
| ----- | ------------------------------ | -------------------- | ----------------------- |
| M-110 | Málaga-Benalmádena Costa       | Recorrido y Horarios | Plano                   |
| M-112 | Málaga-Mijas                   | Recorrido y Horarios | Plano                   |
| M-120 | Torremolinos-Fuengirola        | Recorrido y Horarios | Plano                   |
| M-121 | Torremolinos-Benalmádena-Mijas | Recorrido y Horarios | Plano                   |
| M-124 | Carola-Torremolinos            | Recorrido y Horarios | Plano                   |
| M-126 | Benalmádena-Torremolinos       | Recorrido y Horarios | Plano                   |
| M-320 | Málaga-Marbella                | Recorrido y Horarios | Plano                   |
| L1    | Torremolinos - Aloha           |                      | Urbanos de Torremolinos |